# Khalid bin Abdoel Aziz al-Saoed
Khalid bin Abdoel Aziz al-Saoed (Arabisch: خالد بن عبد العزيز آل سعود, Ḫālid ʿAbd al-ʿAzīz Āl Saʿūd) (Riyad, 13 februari 1913 – Taif, 13 juni 1982) was koning van Saoedi-Arabië vanaf de moord op koning Faisal in 1975 tot zijn eigen dood in 1982.
Khalid werd kroonprins in 1965, nadat zijn oudere broer Muhammad bin Abdoel Aziz zijn plaats in de opvolging afstond. Hij was niet erg in politiek geïnteresseerd en liet tijdens zijn koningschap de effectieve controle over het land aan zijn broer, kroonprins Fahd. Hij besloot gastarbeiders binnen te halen om te helpen met de ontwikkeling van het land. Hij kocht een Boeing 747 met operatiekamer, mocht hij tijdens zijn reizen last van zijn hart krijgen. Hij stierf in Taif aan een hartaanval en werd opgevolgd door zijn broer Fahd.
Belangrijke successen zijn onder andere het vaststellen van een "vijf-jaren-plan", wat de infrastructuur en gezondheidszorg moest opbouwen. Hij riep ook verschillende politieke toppen bijeen en stichtte de Gulf Cooperation Council in 1981.
King Khalid International Airport in Riyad en King Khalid Military City zijn beide naar hem genoemd.
Ibn Saoed ·
Saoed ·
Faisal ·
Khalid ·
Fahd ·
Abdoellah ·
Salman